# ディーエスイー
株式会社ディーエスイー（DSE）は、日本の芸能事務所。

## 会社情報
- 所在地 - 〒102-0074　東京都千代田区九段南3-8-11飛栄九段ビルB02
- 設立日 - 2013年7月
- 代表取締役 - 石塚治寿

## 概要
主に声優やタレントのマネージメントを行っている。アニメーション作品のプロデュースを手掛けるドリームクリエイションは関連会社。

## 所属声優
公式サイトの記述に基づく。

### 男性
- 長谷川和也

## 準所属者

### 男性
- 安藤優哉

## かつて所属していた声優

### 女性
- 堀野紗也加、結木愛唯、廣江望帆、花杜千尋

### 男性
- 小林侑平 林志龍 鈴木了左